# Kh-59
Kh-59 Ovod (tiếng Nga: Х-59 Овод 'Gadfly'; AS-13 'Kingbolt') là một loại tên lửa hành trình dẫn đường của Nga, với hệ thống đẩy nhiên liệu rắn hai tầng. Kh-59M Ovod-M (AS-18 'Kazoo') là một biến thể với một đầu đạn cỡ lớn và động cơ phản lực tuabin. Mục tiêu ban đầu khi thiết kế Kh-59 là tấn công các mục tiêu trên đất liền tương đương như loại AGM-84E SLAM của Mỹ, nhưng sau đó biến thể Kh-59MK chống hạm cũng được phát triển.

## Phát triển
Tên lửa Kh-59 được thiết kế dựa trên loại tên lửa Raduga Kh-58 (AS-11 'Kilter').
Raduga OKB phát triển Kh-59 vào thập niên 1970 như một phiên bản tầm của Kh-25 (AS-10 'Karen'), như một vũ khí chính xác tấn công từ xa cho Su-24M và MiG-27.. Các cảm biến quang-điện tử cho loại tên lửa này và các vũ khí khác như Kh-29 (AS-14 'Kedge') và bom KAB-500 được phát triển bởi S A Zverev NPO tại Krasnogorsk.
Người ta tin rằng việc phát triển Kh-59M bắt đầu vào thập niên 1980. Chi tiết của Kh-59M được tiết lộ vào năm 1992. Năm 1991, một biến thể có tầm bắn 200 km đã được giới thiệu xuất khẩu với tên gọi Kh-59ME.

## Thiết kế
Kh-59 ban đầu được trang bị một động cơ nhiên liệu bột, và kết hợp với một máy gia tốc nhiên liệu bột ở đuôi. Bộ ổn định gấp nếp được đặt ở phía trước của tên lửa, với cánh và đuôi lái ở phía sau. Kh-59 có thể bay trên độ cao 7 mét so với mặt nước biển và 100-1000 mét so với mặt đất nhờ vào một radar đo độ cao. Nó có thể phóng với tốc độ 600 đến 1,000 km/h trên độ cao 0,2 đến 11 km và có CEP khoảng 2 đến 3 m. Nó được gắn vào máy bay nhờ thiết bị treo AKU-58-1.
Kh-59ME có một động cơ động cơ tuốc bin cánh quạt đẩy bên ngoài dưới thân và phía trước của cánh sau, nhưng giữ lại máy gia tốc nhiên liệu bột. Nó cũng có một hệ thống dẫn đường kép gồm có một hệ thống dẫn đường quan tính để dẫn đường cho tên lửa trong khu vực mục tiêu và một hệ thống truyền hình để dẫn đường cho tên lửa đến mục tiêu.
Tọa độ mục tiêu được nạp vào tên lửa trước khi phóng, và trong pha đầu của hành trình nó sẽ được dẫn đường bởi hệ dẫn đường quán tính. Tại khi cách mục tiêu 10 km hệ dẫn đường truyền tuyến được kích hoạt. Một bảng mạch vận hành trên máy bay xác định mục tiêu và khóa tên lửa vào mục tiêu.

## Lịch sử hoạt động
Dù thiết kế Kh-59 gốc có thể được trang bị trên MiG-27 'Flogger', Su-17M3/22M4 'Fitter', Su-24M 'Fencer', Su-25 'Frogfoot' và Su-30 'Flanker', nếu chứng mang thiết bị liên kết dữ liệu gắn ngoài APK-9, hệ thống này chỉ được gắn trên Su-24M trong biến chế của Không quân Nga.

## Biến thể
- Kh-59 (AS-13 'Kingbolt') - phiên bản đầu với động cơ tên lửa nhiên liệu rắn. Được nhìn thấy lần đầu vào năm 1991; xuất khẩu với tên gọi Kh-59 hay Kh-59E.[4]
- Kh-59M (AS-18 'Kazoo') - trang bị đầu đạn lớn hơn và động cơ phản lực turbo. Xuất khẩu với tên gọi Kh-59M hay Kh-59ME, tầm bắn 115 km.[1]
- Kh-59ME - biến thể tầm bắn 200 km, xuất khẩu năm 1999.[3]
- Kh-59MK - biến thể chống hạm, tầm bắn 285 km với động cơ phản lực động cơ tuốc bin cánh quạt đẩy và đầu dò radar chủ động ARGS-59.[3]
- Kh-59M2/Kh-59MK2 - Kh-59M/Kh-59MK với đầu do TV/IR, xuất hiện năm 2004.[3]
- Kh-20 - tên có thể dùng cho biến thể trang bị đầu đạn hạt nhân trang bị cho dòng tiêm kích Su-27.[3]
- Kh-59L - biến thể trang bị hệ dẫn đường laser đã được phát triển nhưng có thể không được triển khai. Kh-59T là tên song song cho phiên bản dẫn đường bằng TV, trở thành Kh-59 cơ bản.[2]
- Kh-59MK2 - biến thể nâng cấp, áp dụng công nghệ tàng hình, tầm bắn tăng lên 550 km (phiên bản nội địa) hoặc 290 km (phiên bản xuất khẩu)

## Quốc gia sử dụng
Liên XôKhông quân Xô viết
 Ấn ĐộKhông quân Ấn Độ
 VenezuelaKhông quân Venezuela
 Trung QuốcKhông quân Quân giải phóng Nhân dân Trung Quốc
 Việt NamKhông quân Nhân dân Việt Nam
 Iran

## Vũ khí tương đương
- AGM-84E/H/K Standoff Land Attack Missile.
- AGM-62 Walleye II - bom lượn dẫn đường bằng TV có tầm hoạt động 83 km.
- Kh-37 biến thể của Kh-35U (AS-20 'Kayak') - đầu đạn 145 kg, tầm bắn 250 km range.
- Kh-58 (AS-11 'Kilter') - tên lửa chống bức xạ của Raduga, tầm bắn 120 km.